# Oyashio (1940)
El Oyashio (親潮?) fue un destructor de la Clase Kagerō. Sirvió en la Armada Imperial Japonesa durante la Segunda Guerra Mundial. 

## Historia
Durante los inicios de la entrada de Japón en la Segunda Guerra Mundial, escoltó al Ryūjō entre el 6 y el 8 de diciembre de 1941 en el ataque inicial contra Dávao. Posteriormente, entre el 12 de diciembre de 1941 y el 20 de enero de 1942, perteneció a las fuerzas de invasión que tomaron sucesivamente Legazpi, Dávao, Joló, Manado, Kendari, Ambon, Makassar y Timor, en Filipinas e Indonesia.
Participó en la batalla de Tassafaronga, donde alcanzó con dos torpedos al crucero pesado estadounidense USS Northampton, que se hundiría horas después. 
Resultó hundido el 8 de mayo de 1943 cuando regresaba de realizar un transporte de tropas a Kolombangara. Colisionó con una mina marina que lo deshabilitó, y posteriores ataques aéreos lo hicieron hundirse al suroeste de Rendova en la posición (8°8′S 156°55′E / -8.133, 156.917), con 91 fallecidos a bordo.